# Pietro Giovanni Aliotti
Pietro Giovanni Aliotti, o Aleotti (... – 1563), è stato un vescovo cattolico italiano.

## Biografia
Pietro Giovanni Aliotti, o Pier Giovanni Aliotti, già nel 1532 era guardarobiere pontificio e maestro di camera, prima di Clemente VII e poi di Giulio III, che lo nominò vescovo di Forlì nel 1551, carica che tenne fino alla morte. Dai pontefici fu spesso impiegato come uomo di fiducia per diversi incarichi. Tra gli altri, ebbe il compito di coordinare i lavori per l'esecuzione di Villa Giulia.
Vasari riportò come Michelangelo non lo potesse soffrire, tanto da avergli affibbiato il soprannome di Tantecose, perché «voleva fare ogni cosa [...] e voleva che ogni cosa dipendesse da lui».
Anche Benvenuto Cellini si lamentò di lui perché lo sollecitava, per conto di Clemente VII, a finire quanto gli era stata commissionato.
Partecipò ai lavori conclusivi del Concilio di Trento.
Aliotti, come vescovo, esplicò un'incisiva azione che portò Forlì ad essere «citata come esempio di ortodossia e di zelo religioso». Proseguì sulla stessa linea il suo successore Antonio Giannotti (1563-1578). Come risultato, negli anni sessanta del secolo, il patetismo nell'arte forlivese si poneva sostanzialmente «in anticipo sui fatti romani degli anni settanta».
L'Aliotti è fra i dedicatari delle poesie della raccolta Rime di Bernardo Cappello.